# Casola Valsenio
Casola Valsenio (en emilià-romanyol Chèsla) és un municipi italià, situat a la regió d'Emília-Romanya i a la província de Ravenna. L'any 2010 tenia 2.761 habitants. Limita amb els municipis de Borgo Tossignano (BO), Brisighella, Castel del Rio (BO), Fontanelice (BO), Palazzuolo sul Senio (FI) i Riolo Terme.

## Administració
| Període | Identitat     | Partit         |
| ------- | ------------- | -------------- |
| 2009-   | Nicola Iseppi | Centreesquerra |

## Agemanaments
- Bartholomä